# Wangenatmung
Als Wangenatmung wird die Schwankung des Abstands zweier Kurbelwangen während einer vollen Umdrehung der Kurbelwelle bezeichnet.

## Definition
Eine Kurbelwelle unterliegt ebenso wie die Teile einer Maschine, auf denen sie gelagert ist, Toleranzen. Es wirken mitunter hohe Kräfte aus ihrem eigenen Gewicht sowie der damit verbundenen Pleuel auf sie.
Das führt zu einer Verformung, die für jeden Kurbelwellenwinkel anders ist. Die Verformung zeigt sich unter anderem im Abstand der Kurbelwangen. Die Differenz aus dem größten und dem kleinsten Abstand während einer Umdrehung wird als Wangenatmung bezeichnet.

## Messverfahren
Um die Wangenatmung zu bestimmen, wird bei mechanischen Verfahren eine Messuhr mit speziell geschliffenen Kegelspitzen in den Zwischenraum zweier benachbarter Kurbelwangen eingebracht. Meist hat der Hersteller der Kurbelwelle an die zu vermessenden Punkte Zentrierbohrungen eingebracht. Diese Punkte liegen meist etwas außermittig zur Hauptachse der Kurbelwelle dem jeweiligen Kurbelzapfen gegenüber. Eine Messuhr für diesen Zweck ist meist relativ kompakt aufgebaut und ist mit einem Gewicht ausgestattet, das die Messuhranzeige stets nach oben ausrichtet. Somit sind die Werte zum einen halbwegs ablesbar und mit unveränderter Parallaxe vom Betrachter und zum anderen sind eventuelle Messungenauigkeiten durch die Drehung der Messuhr immer gleich für jeden Kurbelwellenwinkel und die Messung somit reproduzierbar.
Neben der mechanischen Erfassung mittels einer Messuhr existieren verschiedene elektronische Verfahren zur Distanzmessung.
Die Maschine ist für die Messung natürlich außer Betrieb. Zum einen wäre der Einfluss von dynamischen Kräften wie der Trägheit der Bauteile schwer zu reproduzieren, zum anderen sind die Drehzahlen selten niedrig genug um die Daten sinnvoll erfassen zu können. Die Maschine wird also langsam bewegt (getörnt) um die für die Messung vorgesehenen Kurbelwinkel anzufahren. Dies geschieht entweder von Hand oder mit einer ggf. vorhandenen Törnmaschine.
Der Maschinenhersteller gibt in der Regel bestimmte Kurbelwellenwinkel vor, bei denen der Wangenabstand zu messen ist. Gängig sind fünf Winkel im Abstand von z. B. 60° unter Auslassung der Position mit dem Kurbelzapfen oben, da dort der Messort durch den Pleuel blockiert ist.
Es ergeben sich z. B. für einen Dieselmotor mit neun Zylindern und fünf zu messenden Kurbelwellenstellungen 45 Messwerte. Im engeren Sinn ist die Wangenatmung für jeden Zylinder die Differenz aus dem größten und dem kleinsten Abstand. Im weiteren Sinne wird häufig der gesamte Messdatensatz als Wangenatmung bezeichnet.

## Interpretation der Messung
Der Hersteller der Maschine führt in der Regel eine Messung im Auslieferungszustand durch. Diese sind Teil der Prüfprotokolle. Je nach Einbauort kann es erforderlich sein, die Erstmessung nach dem Einbau der Maschine durchzuführen oder dort sofort zu wiederholen. Die Aussage der Messung ergibt sich meist erst in der Wiederholung nach nennenswerten Betriebszeiten. Eine regelmäßige Wangenatmungsmessung kann eine Wartungsvorschrift für die Maschine sein. Grundsätzlich zeigt eine Zunahme der Differenz zwischen Maximal- und Minimalwert pro Station einen Verschleiß der Hauptlager an. Je nachdem, an welchen Stationen die Wangenatmung besonders wächst, kann eine Aussage über den Durchhang der Kurbelwelle getroffen werden. Somit kann ein ungleichmäßiger Verschleiß der Hauptlager identifiziert werden.
Mit entsprechender Erfahrung und Spezialwissen des Herstellers können auch die einzelnen Messwerte für die Kurbelwellenstellungen genauere Informationen über Lagerschäden liefern.

## Einsatz und Bedeutung
Die Wangenatmungsmessung ist ein wichtiges Instrument der Wartung, da sie zusammen mit anderen Messverfahren wie z. B. der Vibrationsmessung oder der Schmierölanalyse frühzeitig über entstehende Schäden aufklären kann. Sie wird daher bei großen und entsprechend teuren Maschinen regelmäßig eingesetzt um Pflege- und Wartungsfehler aufzudecken sowie um kostspielige Folgeschäden bei Defekten der Hauptlager vorzubeugen.